# Liste der Biografien/Lauk
Liste der Biografien |
Portal Biografien |
Personensuche
# |
A |
B |
C |
D |
E |
F |
G |
H |
I |
J |
K |
L |
M |
N |
O |
P |
Q |
R |
S |
T |
U |
V |
W |
X |
Y |
Z |
?
 
La |
Lb |
Lc |
Le |
Lg |
Lh |
Li |
Lj |
Ll |
Lm |
Lo |
Lp |
Lt |
Lu |
Lv |
Lw |
Lx |
Ly |
Lz
 
Laa |
Lab |
Lac |
Lad |
Lae–Lah |
Lai |
Laj |
Lak |
Lal |
Lam |
Lan |
Lao |
Lap |
Laq |
Lar |
Las |
Lat |
Lau |
Lav |
Law |
Lax |
Lay |
Laz
 
Laua |
Laub |
Lauc |
Laud |
Laue |
Lauf |
Laug |
Lauh |
Laui |
Lauj |
Lauk |
Laul |
Laum |
Laun |
Laup |
Laur |
Laus |
Laut |
Lauv |
Lauw |
Laux |
Lauz
Die Liste der Biografien führt alle Personen auf, die in der deutschsprachigen Wikipedia einen Artikel haben. Dieses ist eine Teilliste mit 34 Einträgen von Personen, deren Namen mit den Buchstaben „Lauk“ beginnt.

## Lauk
- Lauk, Andres (* 1964), estnischer Radrennfahrer
- Lauk, Dieter (* 1937), deutscher Tischtennisspieler
- Lauk, Johann Jacob (1804–1862), deutscher Jurist und Politiker
- Lauk, Karl Patrick (* 1997), estnischer Radrennfahrer
- Lauk, Kurt Joachim (* 1946), deutscher Politiker (CDU), MdEP
- Lauk, Lucien (1911–2001), französischer Radrennfahrer
- Lauk, Werner Hans (* 1950), deutscher Diplomat
- Lauk, Willi (1913–1965), deutscher Politiker (CDU)

### Lauka
- Laukaitis, Artūras (* 1997), litauischer Eishockeyspieler
- Laukamp, Bernt (* 1946), deutscher Jazzmusiker
- Laukant, Gustav (1869–1938), sozialistischer Politiker (USDP)
- Laukarī, Abū l-ʿAbbās al-, islamischer Philosoph und Dichter
- Laukart, Alexander (* 1998), deutscher Fußballspieler
- Laukart, Matthias (* 1991), deutscher Boulespieler

### Lauke
- Lauke, Gerhard (* 1952), deutscher Radrennfahrer
- Lauke, Ronny (* 1976), deutscher Radrennfahrer und Sportlicher LeiterRonny Lauke (* 1976)

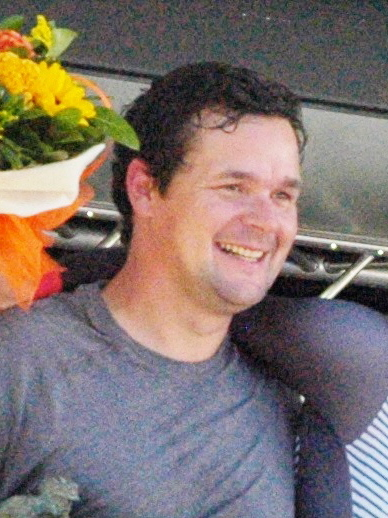
Ronny Lauke (* 1976)

- Lauken, Katja (* 1970), deutsche Theaterregisseurin

### Laukh
- Laukhard, Friedrich Christian (1757–1822), deutscher SchriftstellerFriedrich Christian Laukhard (1757–1822)

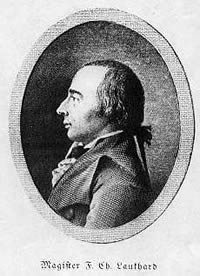
Friedrich Christian Laukhard (1757–1822)

- Laukhuff, Wilhelm (1903–1981), deutscher Orgelbauer und Kommunalpolitiker

### Lauki
- Laukien, Günther (1924–1997), deutscher Physiker und Unternehmensgründer

### Laukk
- Laukka, Joona (* 1972), finnischer Radrennfahrer
- Laukkanen, Janne (* 1970), finnischer Eishockeyspieler
- Laukkanen, Jari (1962–2019), finnischer Skilangläufer
- Laukkanen, Jari (* 1965), finnischer Curler
- Laukkanen, Jenna (* 1995), finnische Schwimmerin
- Laukkanen, Juha (* 1969), finnischer Leichtathlet
- Laukkanen, Kari (* 1963), finnischer Fußballtorwart und Fußballtrainer
- Laukkanen, Tapio (* 1969), finnischer Rallyefahrer
- Laukkanen, Teuvo (1919–2011), finnischer Skilangläufer

### Laukl
- Laukli, Sophia (* 2000), US-amerikanische Skilangläuferin und Trailläuferin

### Laukn
- Laukner, Anna (* 1969), deutsche Tierärztin und Autorin

### Lauko
- Laukota, Hermine (1853–1931), deutsch-böhmische Malerin und Grafikerin
- Laukötter, Anja (* 1972), deutsche Historikerin

### Laukv
- Laukvik, Jon (* 1952), norwegischer Organist und Komponist, Hochschullehrer